# Titularbistum Lebedus
Lebedus (ital.: Lebedo) ist ein Titularbistum der römisch-katholischen Kirche.
Es geht zurück auf ein untergegangenes Bistum der antiken Stadt Lebedos an der Westküste Kleinasiens in der heutigen Türkei, das der Kirchenprovinz Ephesos angehörte.
| Titularbischöfe von Lebedus |                                  | |                 |                   |
| Nr.                         | Name                             | Amt                                                                                                   | von             | bis               |
| 1                           | Peter Joseph O’Reilly            | Weihbischof in Peoria (USA)                                                                           | 20. Juni 1900   | 18. Dezember 1923 |
| 2                           | Augustin Pacha                   | Apostolischer Administrator von Timișoara (Rumänien)                                                  | 3. April 1927   | 10. Oktober 1930  |
| 3                           | Seliger Mykolay Charnetskyi CSSR | Apostolischer Visitator für die ukrainischen Katholiken im Gebiet Wolhynien und Pidliashsha (Ukraine) | 16. Januar 1931 | 2. April 1959     |
| 4                           | Joseph Ngogi Nkongolo            | Apostolischer Vikar von Luebo (Demokratische Republik Kongo)                                          | 25. April 1959  | 10. November 1959 |
| 5                           | Vasile Cristea AA                | Apostolischen Visitator der Rumänen des byzantinischen Ritus in Europa                                | 2. Juli 1960    | 17. Januar 2000   |